# Incêndio florestal de Israel em 2010
O incêndio florestal de Israel em 2010 foi o maior e mais letal dos desastres naturais na história contemporânea de Israel, assolando e destruindo bosques, vegetação e localidades numa extensa área de mais de 35.000 dunam (3500 hectares ou 35 km²),
 compreendidas entre a cidade de Ir HaKarmel, o kibutz Beit Oren, o bairro Danya (em Haifa), a cidade de Tirat Carmel e o moshav Megadim. O fogo terá começado cerca das 11h00m (hora local) de 2 de dezembro de 2010 no Monte Carmelo, a sul de Haifa, no norte de Israel.
O fogo ceifou pelo menos 43 vidas, a grande maioria funcionários do Serviço Penitenciário de Israel. O chefe da Polícia de Israel do Distrito de Haifa também ficou ferido pelas chamas. Mais de 17 000 pessoas foram evacuadas, incluindo várias localidades próximas do incêndio (Beit Oren, Nir Etzion, Yemin Orde e Ein Hod).
Funcionários do governo, incluindo o primeiro-ministro Benjamin Netanyahu e o ministro dos negócios estrangeiros Avigdor Lieberman, solicitaram ajuda a outros países para combater o incêndio, enquanto as Forças de Defesa de Israel mobilizaram tropas para o mesmo fim.

## Localização e antecedentes

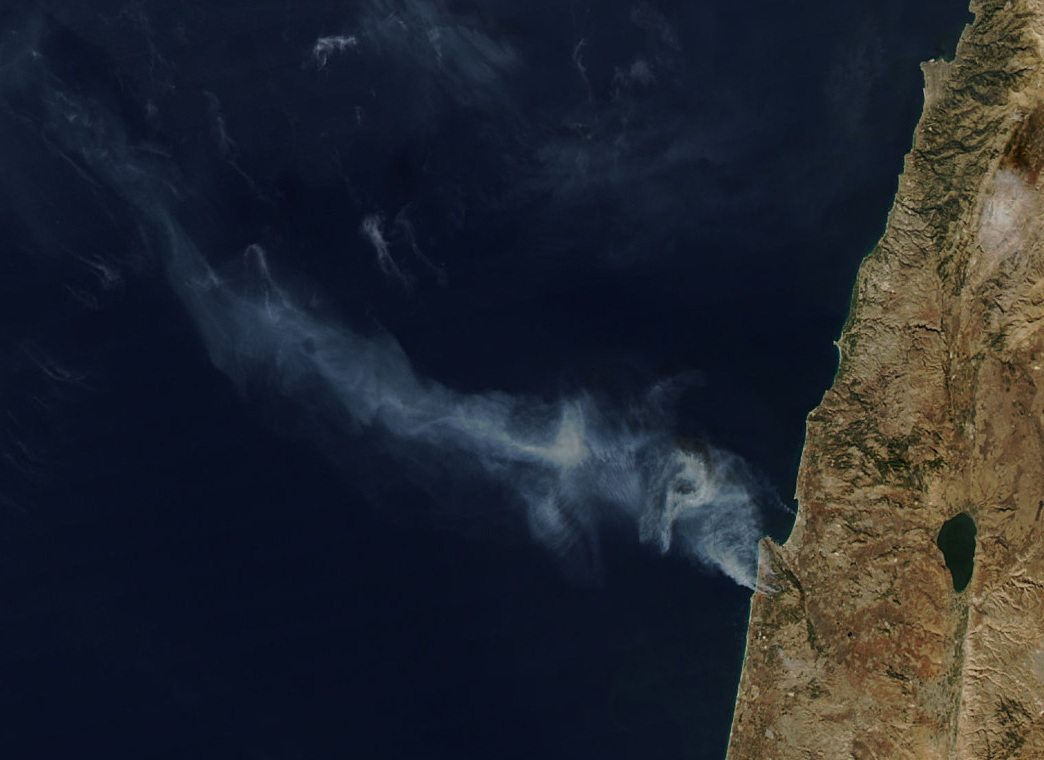
Imagem de satélite do incêndio em 3 de dezembro de 2010 (NASA).

O Monte Carmelo é uma montanha costeira no norte de Israel perto do Mar Mediterrâneo. De forma triangular, o Monte Carmel tem cerca de 8 km de largura, e 39 km de largo. De suaves encostas para sudoeste, forma uma empinada crista no lado norte, a 546 m de altitude.
O Vale de Jezreel fica mesmo a norte. Haifa, a metrópole do norte do país, fica parcialmente na encosta do Monte Carmel, juntamente com alguns pequenos povoados, como Yokneam a leste, Zichron Yaakov a sul, as cidades drusas de Ir HaKarmel (fusão de Daliat al-Karmel e Isfiya) mais para o centro, e as cidades de Nesher, Tirat Carmel a norte e o kibutz Beit Oren situado no coração do Monte Carmelo.
O Carmel inclui grandes áreas de bosques, compostas principalmente de árvores de pinheiro-de-jerusalém, que se caracterizam por ter fácil combustão. No monte ocorreram nos últimos anos muitos incêndios, incluindo as queimadas que consumiram muitos milhares de dunam de bosques, como no grande incêndio de 1989, que destruiu cerca de 4000 dunam de bosques.
O outono de 2010 foi marcado por uma extraordinária ausência de chuvas, com extremas condições de seca após 10 meses consecutivos sem precipitação, condições essas que favoreceram a propagação de incêndios. O fogo foi avivado pelo vento de leste, seco, que sopra no Carmelo.

## Ajuda internacional

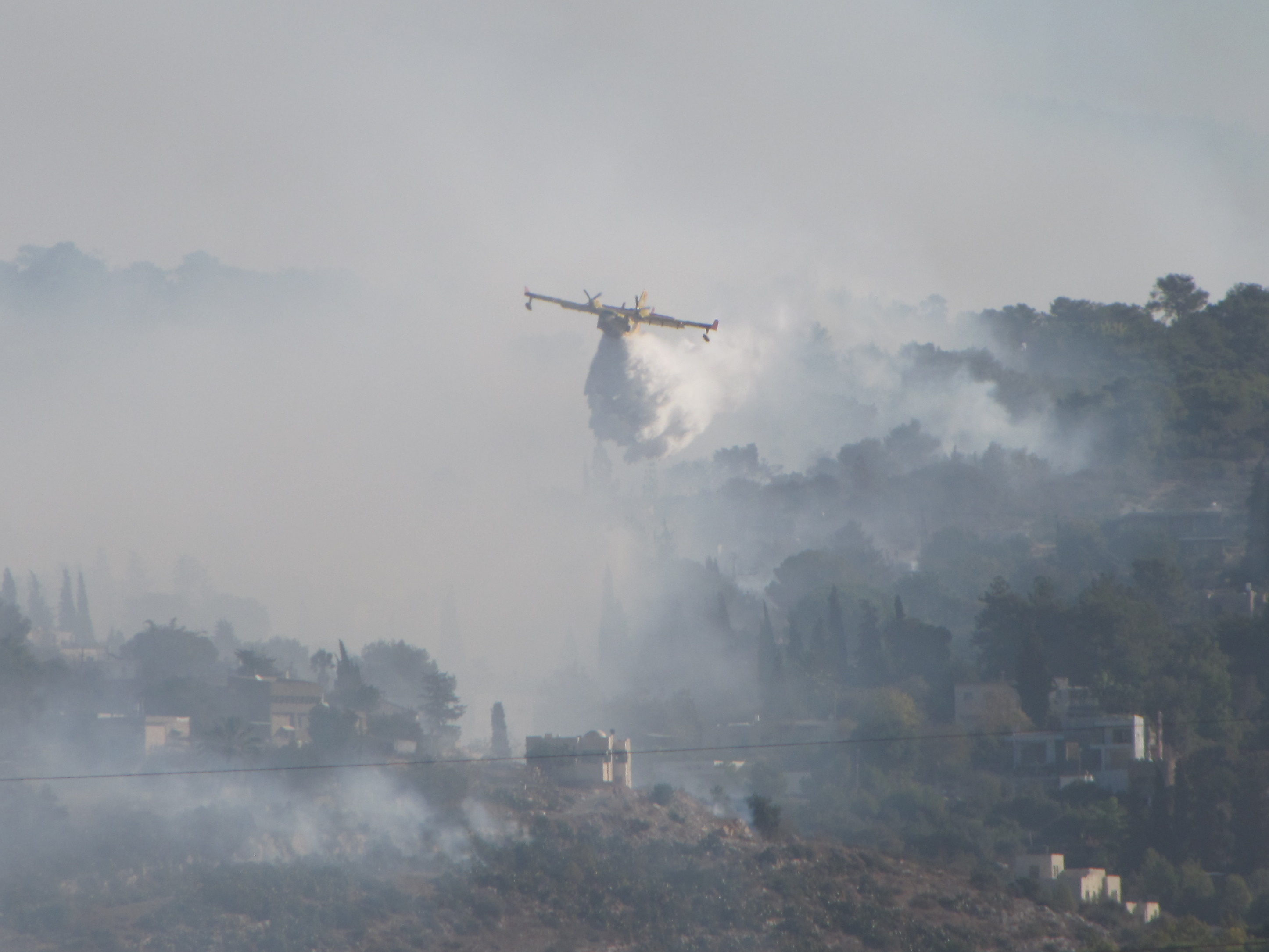
Bombardier 415 da Força Aérea Grega em operação de luta contra as chamas em Ein Hod, 4 de dezembro de 2010.

Em 3 de dezembro chegaram as primeiras sete aeronaves estrangeiras para lutar com ajuda, provenientes da Bulgária, Grécia, Chipre e Azerbaijão, ficando em espera aviões da Turquia, Egito e outros países.
O primeiro-ministro de Israel, Benjamin Netanyahu, falou por telefone com o seu homólogo turco, Recep Tayyip Erdogan e expressou a esperança de que esta cooperação sirva para melhorar as relações entre os dois países, muito deterioradas desde o ataque à Flotilha da Liberdade que pretendia entrar na Faixa de Gaza sem autorização.
Os seguintes países enviaram ajuda, ou expressaram essa vontade, para Israel:
| - Azerbaijão, 2 aviões contra incêndios; - Alemanha, 1 avião contra incêndios; - Bulgária, 2 aviões contra incêndios e 120 bombeiros; - Chipre, 1 avião contra incêndios; - Croácia, 2 aviões contra incêndios; - Egito, 1 avião contra incêndios; - Espanha, 4 aviões contra incêndios; - Estados Unidos, produtos para extinguir o fogo; - França, 4 aviões contra incêndios; | - Grécia, 4 aviões contra incêndios e 1 avião abastecedor; - Itália, 1 avião contra incêndios; - Jordânia, 3 carros de bombeiros; - Reino Unido, 3 aviões contra incêndios; - Roménia, 1 avião contra incêndios; - Rússia, 3 aviões contra incêndios e 1 helicóptero contra incêndios; - Suíça , 1 avião contra incêndios; - Turquia, 2 aviões contra incêndios; |

No dia 4 de dezembro o incêndio continuava a lavrar, havendo a expectativa de que o combate ainda demorasse uma semana. Porém, no dia 5 de dezembro, o incêndio foi declarado como extinto.